# Plotosaurus
Plotosaurus (= Schwimmechse, Syn.: Kolposaurus) ist eine Gattung der Mosasaurier aus der späten Oberkreide. Ursprünglich wurden zwei Arten beschrieben P. bennisoni und P. tuckeri. Die Arten wurden nach den Entdeckern der Fossilien A. Benninson und W. M. Tucker benannt. Eine neue Untersuchung des Typusmaterials beider Arten ergab inzwischen, dass nur die Art Plotosaurus bennisoni Gültigkeit hat und P. tuckeri ein Juniorsynonym ist.

## Merkmale
Plotosaurus war ein großer, 10 bis 13 Meter langer und langschwänziger Mosasaurier. Sein Körper war kurz und hoch, der Schwanz hatte 64 Wirbel und war durch die Verlängerung der am Ende flachen Dornfortsätze erhöht. Die Finger und Zehen der Gliedmaßen lagen eng zusammen und formten eine steife flügelähnliche Flosse. Die Flossen waren lang und schmal, die Zahl der Fingerknochen der Einzelfinger hat zugenommen (Hyperphalangie).
Der Schädel war schlank und erreichte eine Länge von 53 cm. Die von vielen kleinen, scharfen Zähnen besetzte Schnauze war spitz. Augen und Nasenlöcher waren groß. Insgesamt näherte sich Plotosaurus mit seinen Modifikationen von Schädel, Flossen und Schwanz den zu seiner Zeit schon lange ausgestorbenen Ichthyosauriern an und war wahrscheinlich der am schnellsten schwimmende Mosasaurier. Er lebte vielleicht ähnlich wie diese von kleinerer Beute, die er auch in tieferem Wasser jagte. Die fossil erhaltenen Magengegend zeigt Anzeichen für die Überreste von Fischen. Von allen Mosasauriern zeigt Plotosaurus den höchsten Grad von Anpassung an den ozeanischen Lebensraum.
Ein neu gefundenes Plotosaurus-Skelett, bei dem auch Teile der Haut dreidimensional erhalten sind, gibt erstmals Einblick in die Hautstruktur eines fortschrittlichen Mosasauriers. Die Haut ist von gekielten und eventuell mit Osteodermen verstärkten Schuppen bedeckt. Die Schuppenbedeckung führte wahrscheinlich zu einer Verringerung des Oberflächenwiderstandes beim schnellen Schwimmen, ähnlich wie es die ambossförmigen Placoidschuppen der Haie bewirken.